# Paralaophonte quaterspinata
Paralaophonte quaterspinata är en kräftdjursart. Paralaophonte quaterspinata ingår i släktet Paralaophonte och familjen Laophontidae. Inga underarter finns listade i Catalogue of Life.